# Laut.fm
laut.fm ist ein Webportal für die Gestaltung eigener Radioprogramme und wird von der Laut AG, die auch das Online-Musikmagazin laut.de betreibt, angeboten. Es wurde am 10. Juni 2005 als Online-Radio gegründet. Internetnutzer können hierauf ihr eigenes Radioprogramm gestalten.

## Betrieb
Das „User Generated Radio“, wie die Betreiber des Internetportals ihr Konzept nennen, macht Streamingtechnologie auch für private, nicht-kommerzielle Sendungsmacher nutzbar, was sich ansonsten aufgrund hoher GEMA- bzw. GVL-Gebühren eher schwierig gestalten kann. Die anfallenden Gebühren übernimmt die Laut AG, diese behält sich im Gegenzug das Recht vor, Werbung auf den Stationen der Nutzer zu schalten.
Die Bandbreite der von laut.fm lizenzierten Radiosender deckt eine große Anzahl an Musikrichtungen ab. Von Oldies bis Schlager, von Kinderlieder bis hin zu Metal, aber auch Electronics und Dance oder auch Charthits sind mit dabei. Daneben finden sich auch andere Formate wie zum Beispiel der Radiosender Hoerspiel, der eine Auswahl an unterschiedlichen Hörbüchern und Hörspielen sendet, oder der Sender literatur-musik der Interviews mit Autoren sendet, oder auch Seasalt radio, der unter dem Slogan „Take a deep breath and relax“ 24 Stunden am Tag Meeresrauschen sendet. Mittlerweile sind es über 10.000 Stationen die bei laut.fm registriert sind und es werden wöchentlich mehr.

## Auszeichnungen
Auf der IFA 2008 wurde dieses Konzept mit dem „Digital Lifestyle Award“ der Computerzeitschriften Chip und Tomorrow ausgezeichnet. Die Initiative Deutschland – Land der Ideen unter Schirmherrschaft von Bundespräsident Horst Köhler hat laut.fm für den 15. Mai 2009 zum „Ausgewählten Ort“ ernannt.